# Giovanni Messe
Giovanni Messe (Mesagne, 10 december 1883 - Rome, 18 december 1968) was een Italiaanse generaal, politicus en veldmaarschalk.

## Militaire carrière
Messe nam in 1901 vrijwillig dienst in het leger van het Koninkrijk Italië. Als onderofficier vocht hij in de omgeving van Tripoli tijdens de Italiaans-Turkse Oorlog. In 1915 werd hij bevorderd tot kapitein en keerde hij terug naar Italië, waar hij deelnam aan de strijd aan het Italiaanse front. Na de Eerste Wereldoorlog nam de carrière van Messe een vogelvlucht: in 1923 werd hij veldadjudant van koning Victor Emanuel III, in 1927 werd hij kolonel en in 1935 werd hij brigadegeneraal. In datzelfde jaar leverde hij een succesvolle bijdrage aan de verovering van Ethiopië, wat hem de rang van generaal-majoor opleverde.

## Tweede Wereldoorlog
Messe had tijdens de Grieks-Italiaanse Oorlog (1940-1941) de leiding over een legerkorps waarmee hij enkele successen boekte tegen de Griekse bevelhebber Alexandros Papagos. De oorlog draaide voor Italië echter uit op een fiasco en pas na de tussenkomst van nazi-Duitsland kon Griekenland worden verslagen.
In de zomer van 1941 werd Messe commandant van het Corpo di Spedizione Italiano in Russia, de Italiaanse strijdkrachten die deelnamen aan Operatie Barbarossa, de Duitse aanval op de Sovjet-Unie. Een jaar later werd Messe vervangen door Italo Gariboldi. Tegen die tijd vochten er ongeveer 200.000 Italianen aan het oostfront.
In februari 1943 werd Messe gestationeerd in Tunesië waar hij het bevel kreeg over het 1ste Italiaanse Leger, dat deel uitmaakte van de Heeresgruppe Afrika onder leiding van Erwin Rommel. Hij werd ook gouverneur van de kolonie Italiaans-Libië die echter al grotendeels was veroverd door de geallieerden. Op 12 mei werd hij nog door Benito Mussolini bevorderd tot Veldmaarschalk van Italië, maar hij kon niet meer voorkomen dat de laatste troepen van de asmogendheden in Noord-Afrika zich de volgende dag over moesten geven. Messe werd vervolgens gevangengenomen door de geallieerden. Na de wapenstilstand tussen Italië en de geallieerden in september 1943 werd hij weer vrijgelaten. Net als veel andere koningsgezinde officieren sloot hij zich aan bij de Italiaanse troepen die tot het einde van de oorlog samen met de geallieerden tegen nazi-Duitsland vochten.

## Na de Tweede Wereldoorlog
In 1946 ging Messe na 45 dienstjaren met pensioen. Hij schreef in de daaropvolgende jaren een boek over de Italiaanse strijd aan het oostfront tijdens de Tweede Wereldoorlog (La Guerra al Fronte Russo) en een boek over de strijd in Tunesië (Come finì la guerra in Africa. La "Prima Armata" italiana in Tunisia). Hij werd in 1953 senator namens de monarchistische Partito Democratico Italiano di Unità Monarchica. Daarnaast zou hij tot zijn dood voorzitter zijn van de Italiaanse veteranenorganisatie. Messe overleed in 1968 op 85-jarige leeftijd.

## Militaire loopbaan
- Soldaat (Soldato), Koninklijk Italiaans Leger: 1901[1]
- Sergeant (Sergente), Koninklijk Italiaans Leger: 1907[1]
- Tweede luitenant (Sottotenente)[1], Koninklijk Italiaans Leger: 1911
- Eerste luitenant (Tenetne), Koninklijk Italiaans Leger: 1913[1][2]
- Kapitein (Capitano), Koninklijk Italiaans Leger: 17 november 1915[1][2]
- Majoor (Maggiore), Koninklijk Italiaans Leger:
- Luitenant-kolonel (Tenente colonnello)[1], Koninklijk Italiaans Leger: mei 1919[2]
- Kolonel (Colonello), Koninklijk Italiaans Leger: 1927[1][2]
- Brigadegeneraal (Generale di Brigata)[1], Koninklijk Italiaans Leger: 16 september 1935[2]
- Generaal-majoor (Generale di divisione), Koninklijk Italiaans Leger:[2]
- Luitenant-generaal (Luogetenente Generale), Koninklijk Italiaans Leger:[2] 1939
- Generaal (Generale d'armata)[1], Koninklijk Italiaans Leger:[2] 16 november 1942[3]
- Maarschalk van Italië (Maresciallo d'Italia), Koninklijk Italiaans Leger: 12 mei 1943[1][2]

## Onderscheidingen
- Grootofficier in de Militaire Orde van Savoye[4][2] op 8 mei 1943[5]
- Commandeur in de Militaire Orde van Savoye[4][2] op 14 maart 1942[5]
- Officier in de Militaire Orde van Savoye[4][2] op 21 september 1939[5]
- Ridder in de Militaire Orde van Savoye op 9 februari 1919[5]
- Ridder in de Orde van Vittorio
- Gouden medaille voor Dapperheid[2]
- Zilveren medaille voor Dapperheid
- Bronzen medaille voor Dapperheid (2)
- Oorlogskruis op 19 juni 1920
- Kruis van Oorlogsverdienste (3)
- Herinneringsmedaille van de Italiaanse-Turkse Oorlog
- Herinneringsmedaille van de Expeditie in Albanië
- Herinneringsmedaille van de Campagne in Afrika (1882-1935)
- Herinneringsmedaille van de Operatie in Oost-Afrika (1935 – 1936)
- Herinneringsmedaille van de Italiaanse-Oostenrijkse Oorlog 1915 – 18 (4 jaar campagne)
- Herinneringsmedaille voor de Eenwording van Italië
- Overwinningsmedaille
- Promozione per merito di guerra (fino a Ufficiale superiore - 2 volte)
- IJzeren Kruis 1939, 1e Klasse en 2e Klasse[2]
- Ridderkruis van het IJzeren Kruis op 23 januari 1942 als Maresciallo d'Italia en Commandant van het 	Corpo di spedizione italiano in Rusland[6][4][7]